# コムラサキ亜科
コムラサキ亜科 (Apaturinae) は、タテハチョウ科に属する蝶の分類で、コムラサキ、オオムラサキ、ゴマダラチョウなどを含み、雄は独特な形状をした交尾器を持つ。
幼虫も独特で、通常一対の角を備えた頭部とニ叉した尾端を持つ。
また、多くの雄の羽が青色などに光り輝くことで知られる

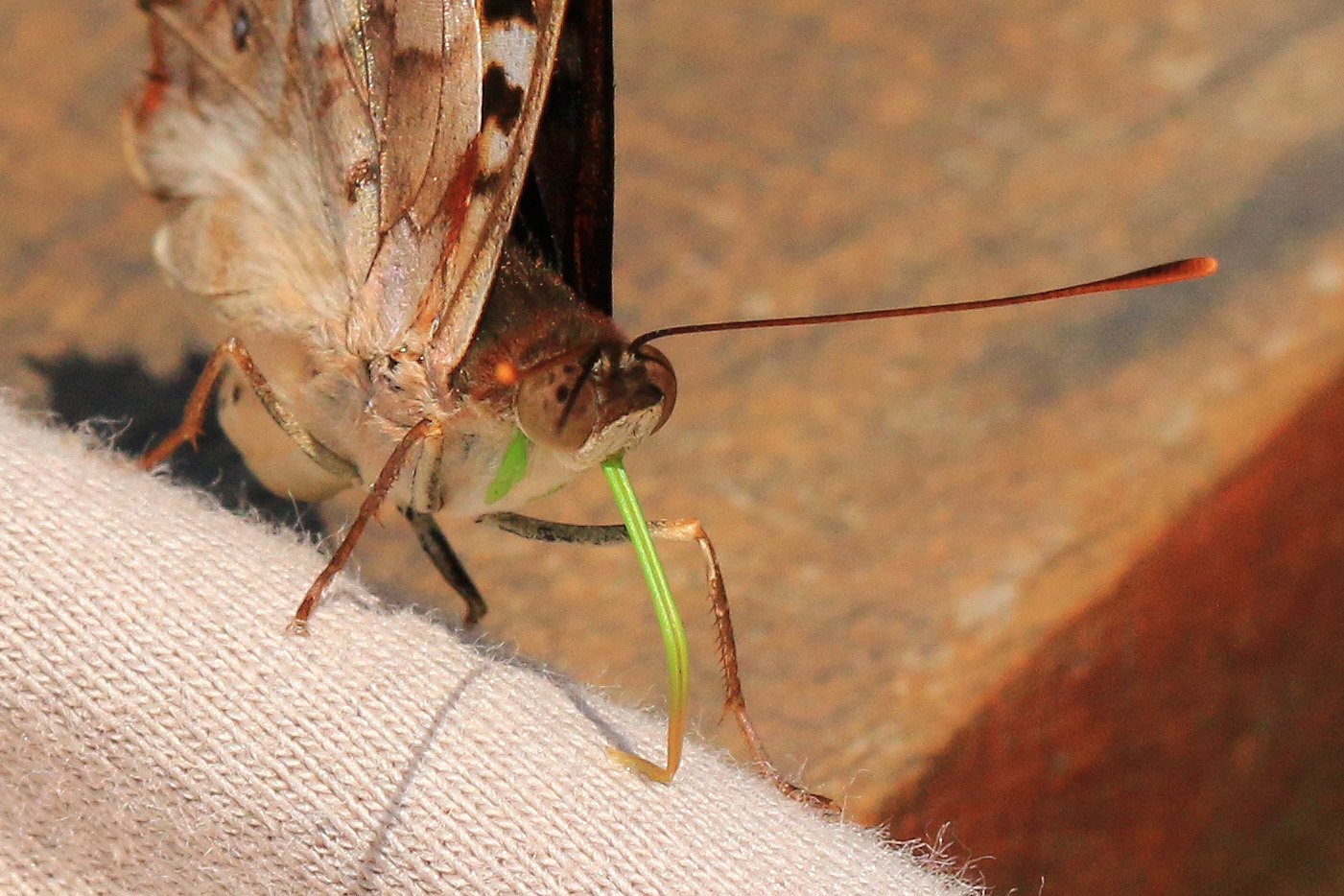
Doxocopa agathina with green proboscis